# Szabó László (labdarúgó, 1922)
Szabó László (1922 – ?) magyar labdarúgó.